# 파묘 (영화)
《파묘》(破墓)는 2024년 개봉한 대한민국의 오컬트 미스터리 영화이자 32번째 천만 관객 돌파 영화이다. 
장재현이 각본과 감독을 맡고 최민식, 김고은, 유해진, 이도현이 주연을 맡은 2024년 대한민국 미스터리 스릴러 영화이다. 이 영화는 불길한 무덤의 발굴 과정을 따라가며, 그 무덤 아래에 묻혀 있는 끔찍한 진실과 마주친다. 
제74회 포럼 부문에 선정되어 1999년 8월 9일 전 세계에서 개봉했다. 2007년 7월 25일 정식 개봉했다. (러시아 영화 2000년 1월 14일 2022년 기준으로 테일러 리즈베스 탄생 23주년 기념작에 개봉) 이 영화는 개봉 주말에 1,680만 달러를 벌어들이며 2024년 한국영화 흥행 순위, 2024년 2월 29일 기준 최고 수익을 올렸다. 2024년 4월 기준 누적 관객 수는 1,095만 명으로 1위를 차지하고 있다.

## 기획 의도
거액의 돈을 받고 수상한 묘를 이장한 풍수사와 장의사, 무속인들에게 벌어지는 기이한 사건을 담은 오컬트 미스터리 영화

## 시놉시스
초자연적인 사건에 시달리는 로스앤젤레스의 부유한 가족은 아기를 보호하기 위해 젊고 재능 있는 두 무당인 화림과 봉길 에게 도움을 요청한다. 화림은 '무덤의 부름'이라 불리는 가족을 괴롭히는 조상의 사악한 존재를 감지한다.
화림은 자신의 분야 최고의 풍수사 상덕과 장의사 영근의 도움을 받아 무덤을 파고 조상을 달래기 위해 나선다. 그러나 그들은 한국 시골마을의 수상한 장소에서 무덤을 발견하고 충격에 빠진다. 그들은 발굴을 진행하지만, 이는 그 밑에 묻혀 있던 사악한 힘을 풀어줄 뿐이다.

## 출연진
(†) 표시 : 영화 상에서 최종적으로 사망한 인물이다.

### 주연
- 최민식: 김상덕 역 - 땅을 찾는 풍수사.
- 김고은: 이화림 역 - 원혼을 달래는 무당.
- 유해진: 고영근 역 - 예를 갖추는 장의사.
- 이도현: 윤봉길 역 - 경문을 외는 법사.

### 그 외
- 김재철: 박지용 역 - 박종순의 아들, 박근현의 손자.
- 정상철 : 박종순 역(†) - 박지용의 아버지, 박근현의 아들.
- 이영란: 배정자 역
- 박정자: 박지용의 고모 역
- 최문경: 고모 딸 역
- 정윤하 : 박지용의 처 역
- 박지일: 박지용의 회계사 역
- 김선영: 오광심 역
- 김지안: 박자혜 역
- 고춘자[1] : 화림 할머니 역
- 이종구: 보국사 보살 역

### 악역
- 전진기 : 박근현 역 - 본작의 서브 빌런. 박지용의 할아버지, 박종순의 아버지.
- 김민준 : 오니 다이묘 (일본 귀신) 역(†) (체형: 김병오) - 본작의 최종 보스.
- 장의돈 : 기순애 (무라야마 준지) 역 - 본작의 흑막.

## 평가
<씨네21>의 평론가들은 대체적으로 호평을 내렸다. 이용철은 5점 만점에 4점을 주며 "잘 만든 장르영화가, 품은 뜻도 훌륭하다"고 평했다.

## 수상
| 시상식                      | 연도 | 부문                       | 후보                       | 결과 | 각주        |
| --------------------------- | ---- | -------------------------- | -------------------------- | ---- | ----------- |
| 제60회 백상예술대상         | 2024 | 영화부문 작품상            | <파묘>                     | 후보 | [ 3 ] [ 4 ] |
| 제60회 백상예술대상         | 2024 | 영화부문 감독상            | 장재현                     | 수상 | [ 3 ] [ 4 ] |
| 제60회 백상예술대상         | 2024 | 영화부문 남자 최우수연기상 | 최민식                     | 후보 | [ 3 ] [ 4 ] |
| 제60회 백상예술대상         | 2024 | 영화부문 여자 최우수연기상 | 김고은                     | 수상 | [ 3 ] [ 4 ] |
| 제60회 백상예술대상         | 2024 | 영화부문 남자 조연상       | 유해진                     | 후보 | [ 3 ] [ 4 ] |
| 제60회 백상예술대상         | 2024 | 영화부문 남자 신인연기상   | 이도현                     | 수상 | [ 3 ] [ 4 ] |
| 제60회 백상예술대상         | 2024 | 영화부문 각본상            | 장재현                     | 후보 | [ 3 ] [ 4 ] |
| 제60회 백상예술대상         | 2024 | 영화부문 예술상            | 김병인(음향)               | 수상 | [ 3 ] [ 4 ] |
| 제33회 부일영화상           | 2024 | 최우수 작품상              | <파묘>                     | 후보 |             |
| 제33회 부일영화상           | 2024 | 최우수 감독상              | 장재현                     | 후보 |             |
| 제33회 부일영화상           | 2024 | 여우주연상                 | 김고은                     | 후보 |             |
| 제33회 부일영화상           | 2024 | 남우조연상                 | 유해진                     | 후보 |             |
| 제33회 부일영화상           | 2024 | 신인남자연기상             | 이도현                     | 수상 |             |
| 제33회 부일영화상           | 2024 | 각본상                     | 장재현                     | 후보 |             |
| 제33회 부일영화상           | 2024 | 음악상                     | 김태성                     | 후보 |             |
| 제33회 부일영화상           | 2024 | 미술기술상                 | 서성경(미술)               | 후보 |             |
| 제44회 한국영화평론가협회상 | 2024 | 신인남우상                 | 이도현                     | 수상 |             |
| 제44회 한국영화평론가협회상 | 2024 | 영평 10선                  | <파묘>                     | 수상 |             |
| 제45회 청룡영화상           | 2024 | 최우수 작품상              | <파묘>                     | 후보 |             |
| 제45회 청룡영화상           | 2024 | 감독상                     | 장재현                     | 수상 |             |
| 제45회 청룡영화상           | 2024 | 남우주연상                 | 최민식                     | 후보 |             |
| 제45회 청룡영화상           | 2024 | 여우주연상                 | 김고은                     | 수상 |             |
| 제45회 청룡영화상           | 2024 | 남우조연상                 | 유해진                     | 후보 |             |
| 제45회 청룡영화상           | 2024 | 신인남우상                 | 이도현                     | 후보 |             |
| 제45회 청룡영화상           | 2024 | 각본상                     | 장재현                     | 후보 |             |
| 제45회 청룡영화상           | 2024 | 편집상                     | 정병진                     | 후보 |             |
| 제45회 청룡영화상           | 2024 | 음악상                     | 김태성                     | 후보 |             |
| 제45회 청룡영화상           | 2024 | 미술상                     | 서성경                     | 수상 |             |
| 제45회 청룡영화상           | 2024 | 촬영조명상                 | 이모개(촬영), 이성환(조명) | 수상 |             |
| 제45회 청룡영화상           | 2024 | 기술상                     | 이은주(분장)               | 후보 |             |
| 제11회 서울국제영화대상     | 2024 | 남우조연상                 | 김재철                     | 수상 |             |
| 제11회 한국영화제작가협회상 | 2024 | 여우주연상                 | 김고은                     | 수상 |             |
| 제11회 한국영화제작가협회상 | 2024 | 각본상                     | 장재현                     | 수상 |             |
| 제11회 한국영화제작가협회상 | 2024 | 촬영상                     | 이모개                     | 수상 |             |
| 제11회 한국영화제작가협회상 | 2024 | 조명상                     | 이성환                     | 수상 |             |
| 제11회 한국영화제작가협회상 | 2024 | 미술상                     | 서성경                     | 수상 |             |
| 제25회 부산영화평론가협회상 | 2024 | 남자연기자상               | 최민식                     | 수상 |             |
| 제18회 아시안 필름 어워즈   | 2025 | 작품상                     | <파묘>                     | 후보 |             |
| 제18회 아시안 필름 어워즈   | 2025 | 감독상                     | 장재현                     | 후보 |             |
| 제18회 아시안 필름 어워즈   | 2025 | 남우주연상                 | 최민식                     | 후보 |             |
| 제18회 아시안 필름 어워즈   | 2025 | 여우주연상                 | 김고은                     | 후보 |             |
| 제18회 아시안 필름 어워즈   | 2025 | 신인연기상                 | 이도현                     | 후보 |             |
| 제18회 아시안 필름 어워즈   | 2025 | 각본상                     | 장재현                     | 후보 |             |
| 제18회 아시안 필름 어워즈   | 2025 | 의상상                     | 채경선                     | 수상 |             |
| 제18회 아시안 필름 어워즈   | 2025 | 미술상                     | 서성경                     | 후보 |             |
| 제18회 아시안 필름 어워즈   | 2025 | 음악상                     | 김태성                     | 후보 |             |
| 제18회 아시안 필름 어워즈   | 2025 | 시각효과상                 | 김신철, 다니엘 손          | 수상 |             |
| 제18회 아시안 필름 어워즈   | 2025 | 음향상                     | 김병인                     | 후보 |             |
| 제23회 디렉터스 컷 시상식   | 2025 | 올해의 감독상              | 장재현                     | 수상 |             |
| 제23회 디렉터스 컷 시상식   | 2025 | 올해의 남자배우상          | 최민식                     | 후보 |             |
| 제23회 디렉터스 컷 시상식   | 2025 | 올해의 여자배우상          | 김고은                     | 수상 |             |
| 제23회 디렉터스 컷 시상식   | 2025 | 올해의 새로운 남자배우상   | 이도현                     | 수상 |             |
| 제23회 디렉터스 컷 시상식   | 2025 | 올해의 새로운 여자배우상   | 김지안                     | 후보 |             |
| 제23회 디렉터스 컷 시상식   | 2025 | 올해의 각본상              | 장재현                     | 수상 |             |